# (37888) 1998 FG59
1998 FG59 (asteroide 37888) é um asteroide da cintura principal. Possui uma excentricidade de 0.07649390 e uma inclinação de 4.08961º.
Este asteroide foi descoberto no dia 20 de março de 1998 por LINEAR em Socorro.